# Унифицированные правила и обычаи для документарных аккредитивов
Унифицированные правила и обычаи для документарных аккредитивов (англ. Uniform Customs and Practice for Documentary Credits, UCP) — свод правил, выработанный мировой практикой проведения расчётов в форме документарного аккредитива.
Впервые унифицированные правила были опубликованы в 1933 году и пересмотрены в 1951, 1962, 1974, 1983 и 1993 годах. Нынешняя редакция была единогласно одобрена Комиссией Международной торговой палаты 25 октября 2006 года и опубликована в декабре 2006 года в качестве публикации ICC № 600. Он используется с 1 июля 2007 года. Правила определяют текущую мировую практику расчётов в форме документарного аккредитива.
Несмотря на широкую практику использования Унифицированных правил и обычаев для документарных аккредитивов в качестве нормативно-правовой базы существуют противоречия между положениями Унифицированных правил и законодательством некоторых стран. Например, в Российской Федерации вопросы применения аккредитивов регулируются Гражданским кодексом, согласно которому аккредитив по умолчанию признаётся отзывным, тогда как согласно Унифицированным правилам аккредитив по умолчанию признаётся безотзывным. Однако российские банки, также как и все банки развитых стран, на практике при осуществлении международных расчётов придерживаются Унифицированных правил. При этом во избежание возможных коллизий в аккредитиве всегда прямо указывается, является он безотзывным или отзывным.